# 第三航空艦隊
第三航空艦隊（だいさんこうくうかんたい）とは、日本海軍の航空艦隊である。

## 歴史
1944年7月5日、八幡空襲部隊として小笠原方面の作戦を担当していた第27航空戦隊並びに横須賀海軍航空隊の一部で第三航空艦隊を編成することが奏上された。八幡空襲部隊は、本州南部及び南方諸島の航空作戦を担任するとともに機宜マリアナ諸島方面に対する奇襲作戦を実施するように指示された部隊だった。10日、第三航空艦隊は新編された。この日に編制された同艦隊を含む航空艦隊の特徴は空地分離方式の採用にあり、空中部隊を艦隊司令長官が直卒し、航空戦隊は地上部隊となった。
10日、連合艦隊長官豊田副武大将は、連合艦隊の兵力部署により第三航空艦隊を第七基地航空部隊とし、本州東部及び南方諸島に配備して同方面の航空作戦を担任させるとともに、第五基地航空部隊と緊密に策応し機宜マリアナ諸島方面に対する奇襲作戦を実施するように指示した。

## 編制
7月10日
- 第二十七航空戦隊
- 直卒:第一三一海軍航空隊、第二五二海軍航空隊、第七五二海軍航空隊、第八〇一海軍航空隊、関東海軍航空隊

## 要職
司令長官
- 吉良俊一中将：1944年7月10日 -
- 寺岡謹平中将：1944年11月11日 -
- 山田定義中将：1945年8月26日 -

参謀長
- 三浦艦三大佐:1944年7月10日 -
- 田口太郎大佐:1944年8月1日 -
- 山澄忠三郎大佐:1945年1月1日 -
- 高橋千隼大佐:1945年8月26日 -